# Pandalus hypsinotus
Pandalus hypsinotus är en kräftdjursart som beskrevs av Brandt 1851. Pandalus hypsinotus ingår i släktet Pandalus och familjen Pandalidae. Inga underarter finns listade i Catalogue of Life.

## Utbredning
Artens utbredningsområde är enligt Catalogue of Life östra stilla havet.